# Плућњак
Плућњак или медуника (лат. Pulmonaria officinalis) је зељаста биљка и једна од првих које цветају у пролеће. Припада породици Boraginaceae.

## Етимологија
Име рода потиче од латинске речи pulmo (плућа) јер на њих подсећају листови са својим светлим мрљама. Име врсте officinalis указује на лековиту употребу. Користи се као лек за плућне болести и кашаљ. Други називи у народу су џигеричњак, лисац, медуница, медуника, кудровац, плућник, трава од гује, зигеричњ.

## Опис
Вишегодишња биљка са незадебљалим кореном. Има ризом који је танак и неразгранат, а из којег поред адвентивних коренова избијају цветни изданци и скоро истовремено лисне розете. Изданци су свеже зелени, покривени растреситим, одстојећим  и мало крутим чекињастим и кратким, жлезданим, али нелепљивим длакама. Расте сам или у жбунићима, а стабљика је висока до 30 центиметара са много стршећих, чекињастих длака. Листови при земљи са петељком, горњи су седећи. Листови су јајасти, зелени, а могу имати и беле пеге. Цветне дршке су кратке, с густим жлезданим длакама.  Цветови се развијају на врху стабљике, у почетку ружичасти, затим прљаво-ружичасти, ређе кармин црвени или бели. Голи су само у цеви, с једном прстеном од длака. Стубић је различите дужине, а јавља се и хетеростилија.  Плод је орашица дуга 3,5 до 4 милиметра, у почетку с кратким длакама, а касније је мање-више гола, сјајна, мрка. Цвета од марта до маја.

## Распрострањење и станиште
Расте по ливадама и шумама у највећем делу Европе, северно од Холандије, Данске, јужне и средње Шведске, јужне Финске, источно од средњег и јужног дела земаља бившег СССР, јужно од северних Балканских земаља, северне и средње Италије, а према западу само до Ардена и француске Јуре. Припада средњоевропском флорном елементу.

## Употреба
За израду лековитог чаја користе се потпуно развијени листови који се прикупљају у периоду цветања биљке. Суше се на хладном, прозрачном и сеновитом месту у танком слоју, да би сачували своју зелену боју, без назнака плесни. Користе се за лечење дисајних путева и упале грла. Поред народне употребе у лечењу биљка се користи и у декорацији. Познато је неколико хортикултурних форми ове биљке попут "Alba" (цветови су бели), "Bowles' Blue" (рози до светлоплави цветови, бело ишарани), "White Wings" (унутрашњи цветови бели, спољашњи рози) и друге.

## Галерија
- Листови
- Хабитус
- Цвет